# Metlatepec
Metlatepec är en ort i Mexiko.   Den ligger i kommunen Huautla och delstaten Hidalgo, i den sydöstra delen av landet, 210 km norr om huvudstaden Mexico City. Metlatepec ligger 211 meter över havet och antalet invånare är 387.
Terrängen runt Metlatepec är kuperad åt sydväst, men åt nordost är den platt. Runt Metlatepec är det ganska tätbefolkat, med 65 invånare per kvadratkilometer. Närmaste större samhälle är Huejutla de Reyes, 18,5 km väster om Metlatepec. Omgivningarna runt Metlatepec är en mosaik av jordbruksmark och naturlig växtlighet.